# ويل باينوم
ويل باينوم (بالإنجليزية: Will Bynum)‏ مواليد 4 يناير 1983 في شيكاغو، هو لاعب كرة سلة أمريكي بدأ مسيرته الاحترافية في سنة 2005 يلعب مع فريق غوانغدونغ ساوثرن تايغرز في الرابطة الصينية لكرة السلة كلاعب هجوم خلفي ويحمل الرقم 1. يبلغ طوله 6 قدم 0 بوصة (1.8 م).

## فرق لعب لها
- غولدن ستايت ووريورز
- مكابي تل أبيب لكرة السلة
- ديترويت بيستونز
- غوانغدونغ ساوثرن تايغرز
- واشنطن ويزاردز

## إحصائيات المسيرة

### إن بي إيه

#### الموسم الاعتيادي
| السنة   | الفريق              | لعب | بدأ | دقيقة | ميداني% | ثلاثية | حرة  | ارتداد | صنع | استلاب | تصدي | نقطة |
| ------- | ------------------- | --- | --- | ----- | ------- | ------ | ---- | ------ | --- | ------ | ---- | ---- |
| 2005–06 | غولدن ستايت ووريورز | 15  | 0   | 10.8  | .404    | .222   | .625 | .8     | 1.3 | .5     | .0   | 3.6  |
| 2008–09 | ديترويت بيستونز     | 57  | 1   | 14.1  | .456    | .158   | .798 | 1.3    | 2.8 | .6     | .0   | 7.2  |
| 2009–10 | ديترويت بيستونز     | 63  | 20  | 26.5  | .444    | .218   | .798 | 2.3    | 4.5 | .9     | .1   | 10.0 |
| 2010–11 | ديترويت بيستونز     | 61  | 5   | 18.4  | .448    | .320   | .836 | 1.2    | 3.2 | .9     | .1   | 7.9  |
| 2011–12 | ديترويت بيستونز     | 36  | 0   | 14.3  | .381    | .241   | .766 | 1.6    | 1.8 | .6     | .1   | 5.7  |
| 2012–13 | ديترويت بيستونز     | 65  | 0   | 18.8  | .469    | .316   | .809 | 1.5    | 3.6 | .7     | .1   | 9.8  |
| 2013–14 | ديترويت بيستونز     | 56  | 3   | 18.8  | .428    | .323   | .802 | 1.8    | 3.9 | .7     | .1   | 8.7  |
| 2014–15 | واشنطن ويزاردز      | 7   | 0   | 9.6   | .323    | .000   | .500 | .9     | 2.6 | .1     | .1   | 3.1  |
| المسيرة |                     | 360 | 29  | 18.4  | .442    | .272   | .799 | 1.6    | 3.3 | .7     | .1   | 8.1  |

#### التصفيات
| السنة   | الفريق          | لعب | بدأ | دقيقة | ميداني% | ثلاثية | حرة   | ارتداد | صنع | استلاب | تصدي | نقطة |
| ------- | --------------- | --- | --- | ----- | ------- | ------ | ----- | ------ | --- | ------ | ---- | ---- |
| 2009    | ديترويت بيستونز | 4   | 0   | 19.5  | .462    | .250   | 1.000 | 1.5    | 2.5 | 1.3    | .0   | 11.8 |
| 2015    | واشنطن ويزاردز  | 3   | 0   | 10.3  | .500    | .500   | .800  | 1.0    | 1.0 | .7     | .3   | 6.3  |
| المسيرة |                 | 7   | 0   | 15.6  | .472    | .333   | .933  | 1.3    | 1.9 | 1.0    | .1   | 9.4  |

## روابط خارجية
- ويل باينوم على موقع الدوري الأوروبي لكرة السلة (الإنجليزية)
- ويل باينوم على موقع إن بي أي (الإنجليزية)
- ويل باينوم على موقع سبورتس رفرنس (الإنجليزية)
- ويل باينوم على موقع كرة السلة الأوروبية.كوم (الإنجليزية)
- ويل باينوم على موقع إي إس بي إن.كوم (الإنجليزية)
- ويل باينوم على موقع كلية كرة السلة في سبورتس رفرنس.كوم (الإنجليزية)
- ويل باينوم على موقع ريلجم (الإنجليزية)
- ويل باينوم على موقع بروبوليرز (الإنجليزية)
- ويل باينوم على موقع سبورتس رفرنس (الإنجليزية)
- ويل باينوم على موقع سبورتس رفرنس (الإنجليزية)